# Juma Al Holi
Juma Rashid Al Holi (12 de janeiro de 1975) é um ex-futebolista profissional emiratense, que atuava como goleiro.

## Carreira
Juma Al Holi se profissionalizou no Al Shabab AC.

## Seleção
Juma Al Holi integrou a Seleção Emiratense de Futebol na Copa das Confederações de 1997.

## Títulos
Emirados Árabes Unidos
- Copa da Ásia de 1996: 2º Lugar